# Jan Kalvín

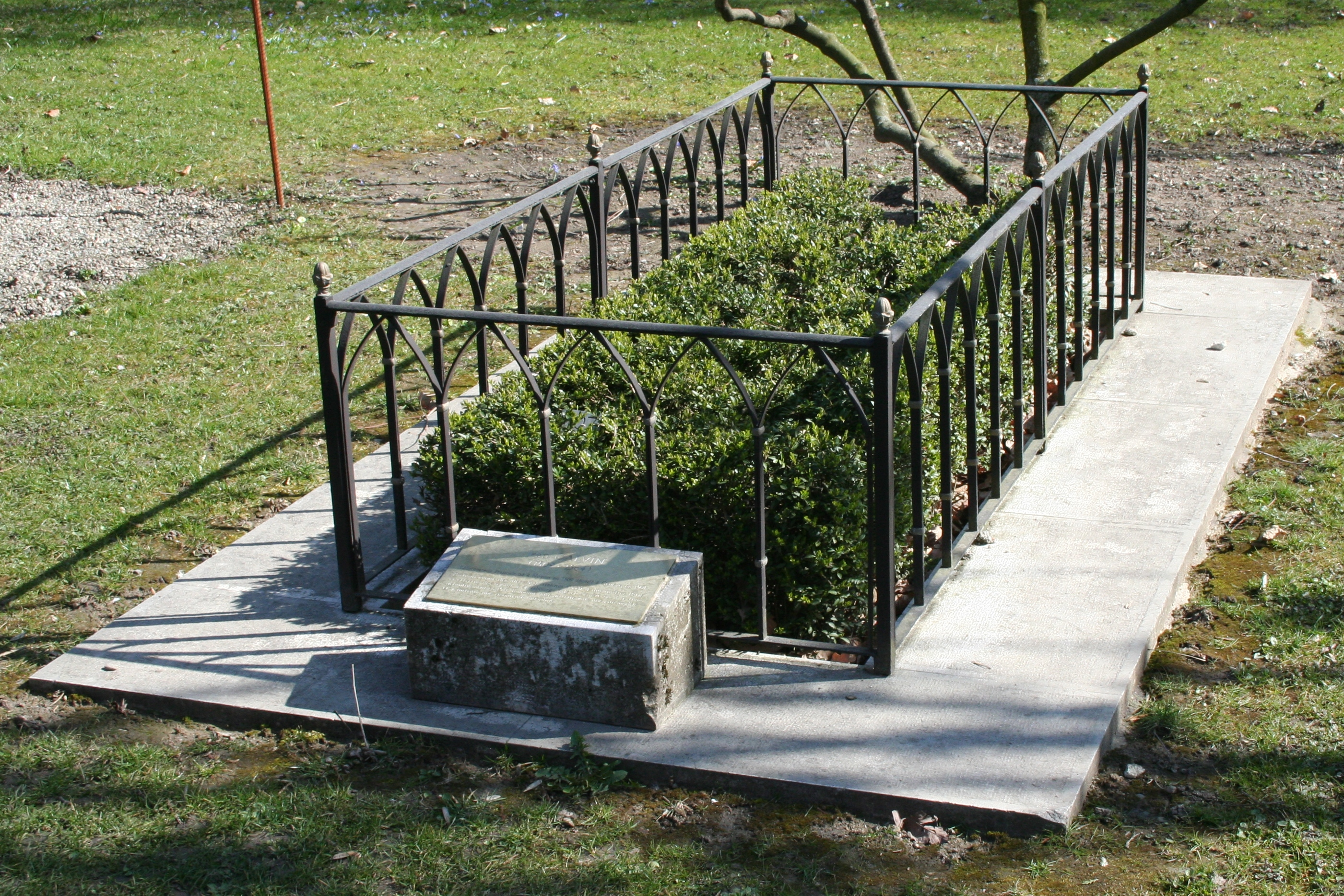
Kalvínův hrob na hřbitově 'Cimetière des Rois' v Ženevě

Jan Kalvín (franc. psán Jean Calvin, it. Giovanni Calvino; vlastním jménem Jehan Cauvin) (10. července 1509, Noyon v Pikardii – 27. května 1564, Ženeva) byl francouzský teolog, významný představitel křesťanské reformace 16. století, zakladatel kalvinismu.

## Život
Studoval v Paříži teologii a práva, roku 1533 se seznámil s naukou Martina Luthera a 1535 se stal protestantem. Musel Paříž opustit a cestoval do Itálie a Švýcarska. V Basileji se setkal s kazateli Heinrichem Bullingerem a Guillaumem Farelem a roku 1536 vydal své nejznámější dílo, Instituce. Téhož roku přišel do Ženevy, kde ho Farel vyzval, aby zůstal a pracoval pro reformaci. Kalvín vypracoval přísný obecní řád, který narazil na silný odpor, takže 1538 byli oba ze Ženevy vypovězeni. Kalvín odešel do Štrasburku, kde přednášel biblickou teologii, ale roku 1541 ho ženevští radní požádali, aby odpověděl jejich arcibiskupovi, který je chtěl přimět k návratu ke katolictví. Kalvínova odpověď městskou radu přesvědčila natolik, že ho pozvali zpět a slíbili, že se jeho obecnímu zřízení podřídí.
Kalvín vydal svůj Ženevský katechismus a zavedl ve městě přísný řád, a i když nevykonával přímo vládu, měl na ni velký vliv. Svojí autoritou prosadil mj. zákaz zábav, které sváděly k nemravnostem a nezřízenosti (tanec, jisté hry), aby se lidé mohli soustředit na Boha, na poctivou práci a šetrnost. Zákaz zlatých šperků přinutil ženevské zlatníky, aby si hledali jiné zaměstnání, a položil tak základ švýcarského hodinářství. Za čarodějnictví bylo roku 1545 upáleno 23 osob a pronásledování heretiků vyvrcholilo upálením španělského teologa Michaela Serveta roku 1553, což ale nebylo Kalvínovo rozhodnutí.
Proti tomuto činu pozdvihl svůj hlas Kalvínův vrstevník Sebastian Castellio, neobyčejně vzdělaný humanista, klasický filolog a teolog. Tvrdil, že Kalvín je vládychtivý muž, který si osobuje monopol na pravdu a který omlouvá osobní nesnášenlivost službou Bohu. Ve spise Contra libellum Calvini (1555) je reformátor obžalován z despotismu a vraždy.
Kalvínovi šlo o upevnění reformace v Ženevě a chtěl se také postarat o tamní francouzské uprchlíky, kterým v jejich vlasti hrozilo pronásledování pro víru. To se mu také i přes počáteční neshody podařilo a v roce 1560 přijala Ženeva oficiálně kalvinistické vyznání. Zemřel roku 1564, pochován byl na hřbitově 'Cimetière des Rois' v Ženevě.

### Učení a význam
Stejně jako Zwingli prosazoval i Kalvín přísné a doslovné dodržování Bible. Jeho učení o předurčení navázalo na myšlenky Augustinovy, které Kalvín silně radikalizoval. Podle něho je o člověku předem rozhodnuto, kdo dojde spásy a kdo bude zatracen. Člověk se o tom však dozvídá podle toho, jak se mu daří vést poctivý a mravný život.
Ženeva, do které proudilo mnoho exulantů z celé Evropy, se pak stala jedním z hlavních protestantských center na starém kontinentě. Po Kalvínově smrti v zásadě splynula jeho církev se zwingliány (založil Ulrich Zwingli), a dala tak základ švýcarské národní církvi (vznikla v roce 1566), načež velmi ovlivnila Jednotu bratrskou a utrakvisty v Česku. Později na kalvinismus navázala mimo jiné i Českobratrská církev evangelická.
Další teologičtí následovníci Jana Kalvína mívají tato označení – reformované (kalvinistické) církve, fundamentalističtí křesťané, puritáni, znovuzrození, presbyteriáni, anabaptisté, baptisté i jiné.

### České překlady
První české překlady Kalvínových prací pocházejí již z 16. století, zvláště významný je Strejcův překlad Instituce. Z novějších překladů uvádíme:
- Jana Kalvína, bohoslovce velikého Učení náboženství křesťanského = Joannis Calvini, theologi magni Institutio christianae religionis. [Kniha první]. Z jazyka latinského přeložil F. Šebesta. V Pardubicích: Nákladem firmy F. Hoblík, 1890. 119 s. cnb002105700
- Učení náboženství křesťanského. Kniha II., O známosti Boha Vykupitele v Kristu. [2. část Kalvínovy Instituce.] Překlad František Šebesta. Pardubice: F. Hoblík, 1895. 183 s.
- Calvin: kardinál a reformátor. Překlad František Mrázek Dobiáš. Úvodní studii o Kalvínovi napsal Josef Lukl Hromádka. V Praze: Jan Laichter, 1936. 286 s. cnb000743079 [Obsahuje list kardinála Sadoleta do Ženevy a Kalvínovu odpověď (str. 159–280). Na str. 5–157 je studie J. L. Hromádky o Kalvínovi.]
- Modlitby Jana Kalvína. [Přeložil Rudolf M. Šimša.] Praha: Kalich, 1948. 109 s. cnb000713890
- Instituce učení křesťanského náboženství. [Překlad Kalvínovy Instituce od F. M. Dobiáše] Praha: KEBF 1951. 342 s. cnb000400127
- Vzdělání ve víře: Katechismus a Vyznání víry z r. 1537. [Přeložil Amedeo Molnár.] Praha: ÚCN 1953. 85 s. cnb000509822
- Malé pojednání o večeři Páně. [Přeložil Miloš Rejchrt.] Praha: Kalich 2008. ISBN 978-80-7017-094-6

## Fotogalerie

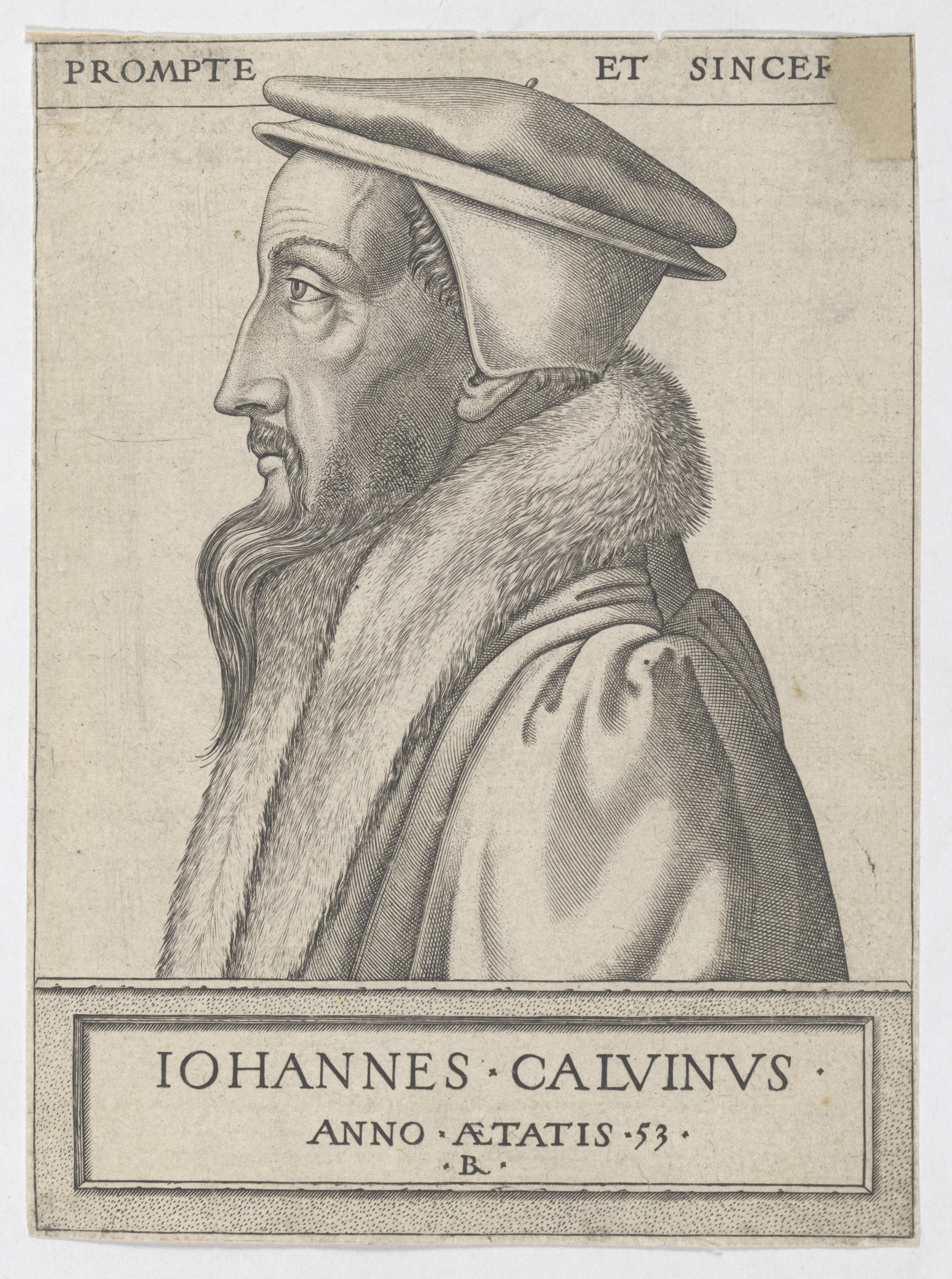
Jan Kalvín (1562)
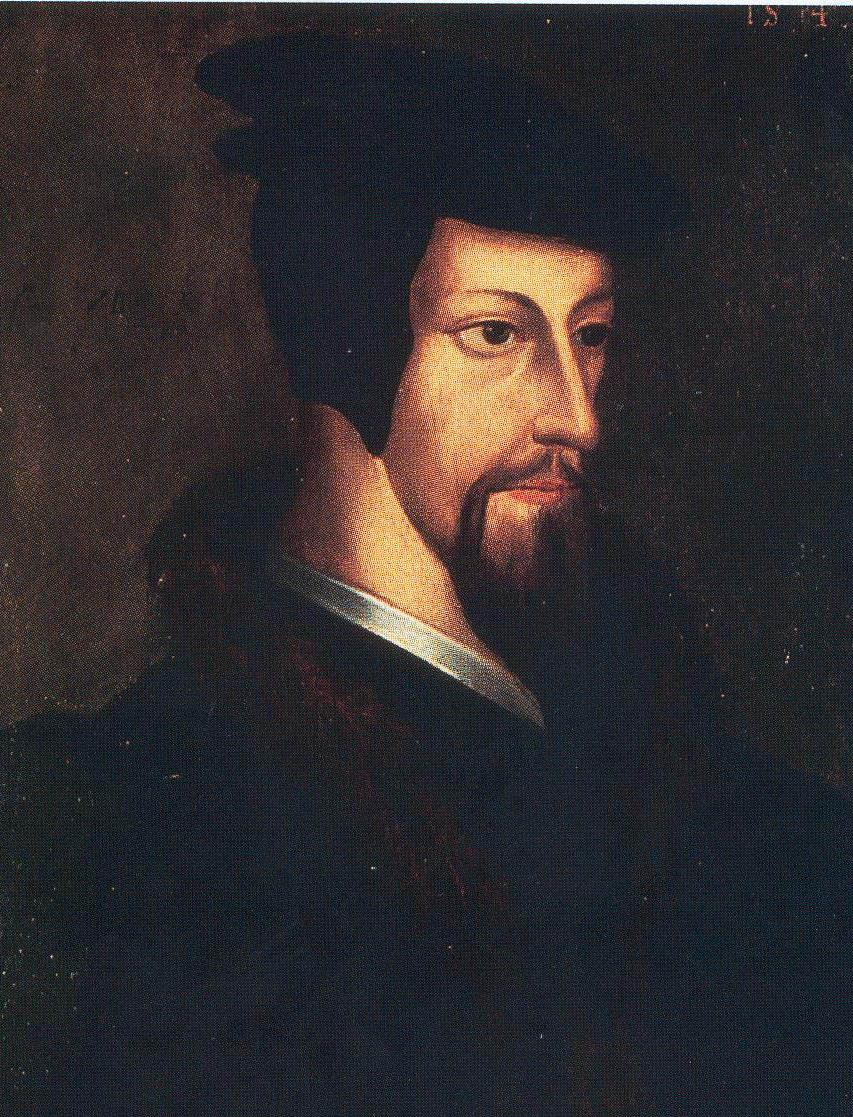
Jan Kalvín
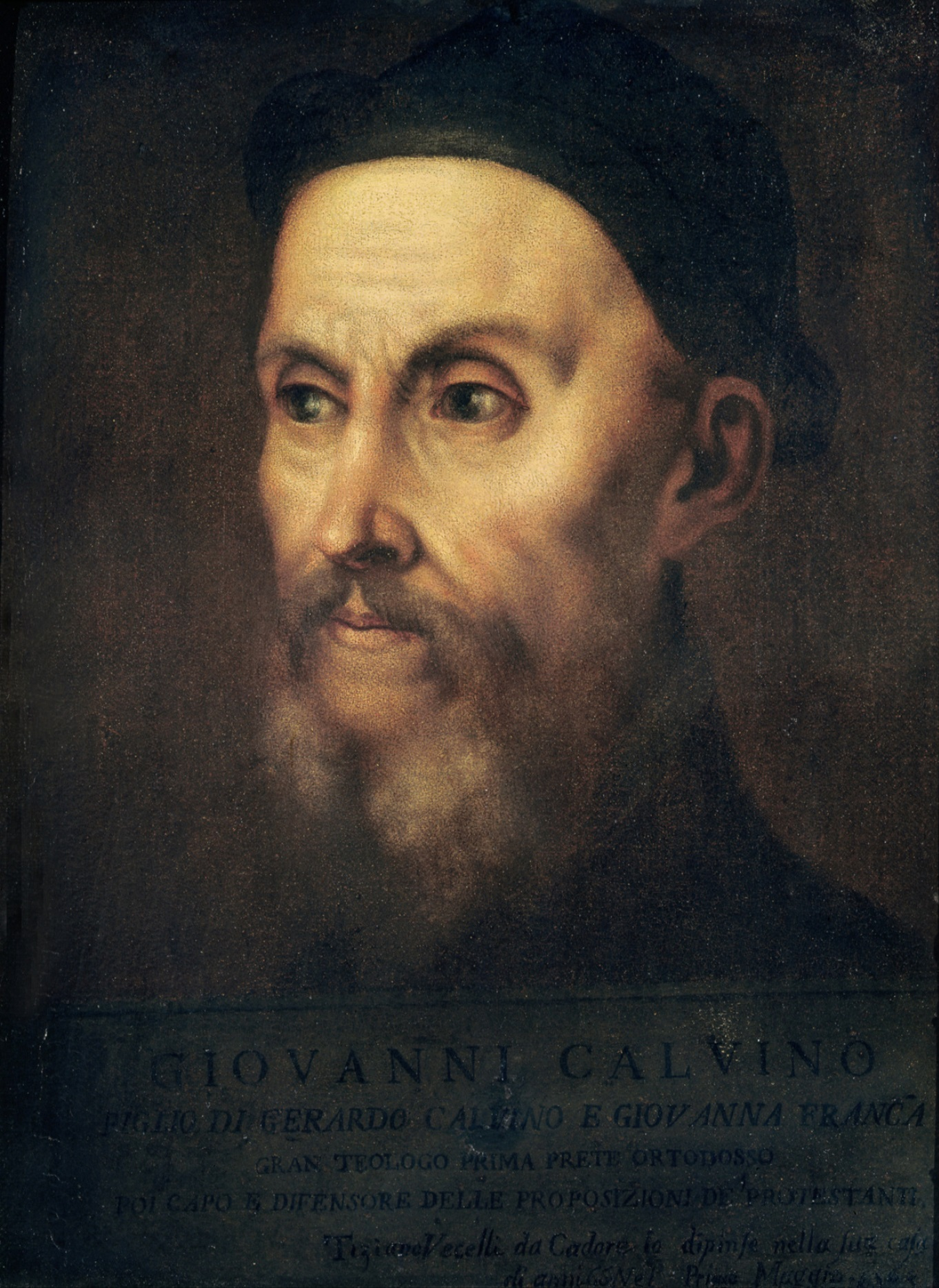
Jan Kalvín
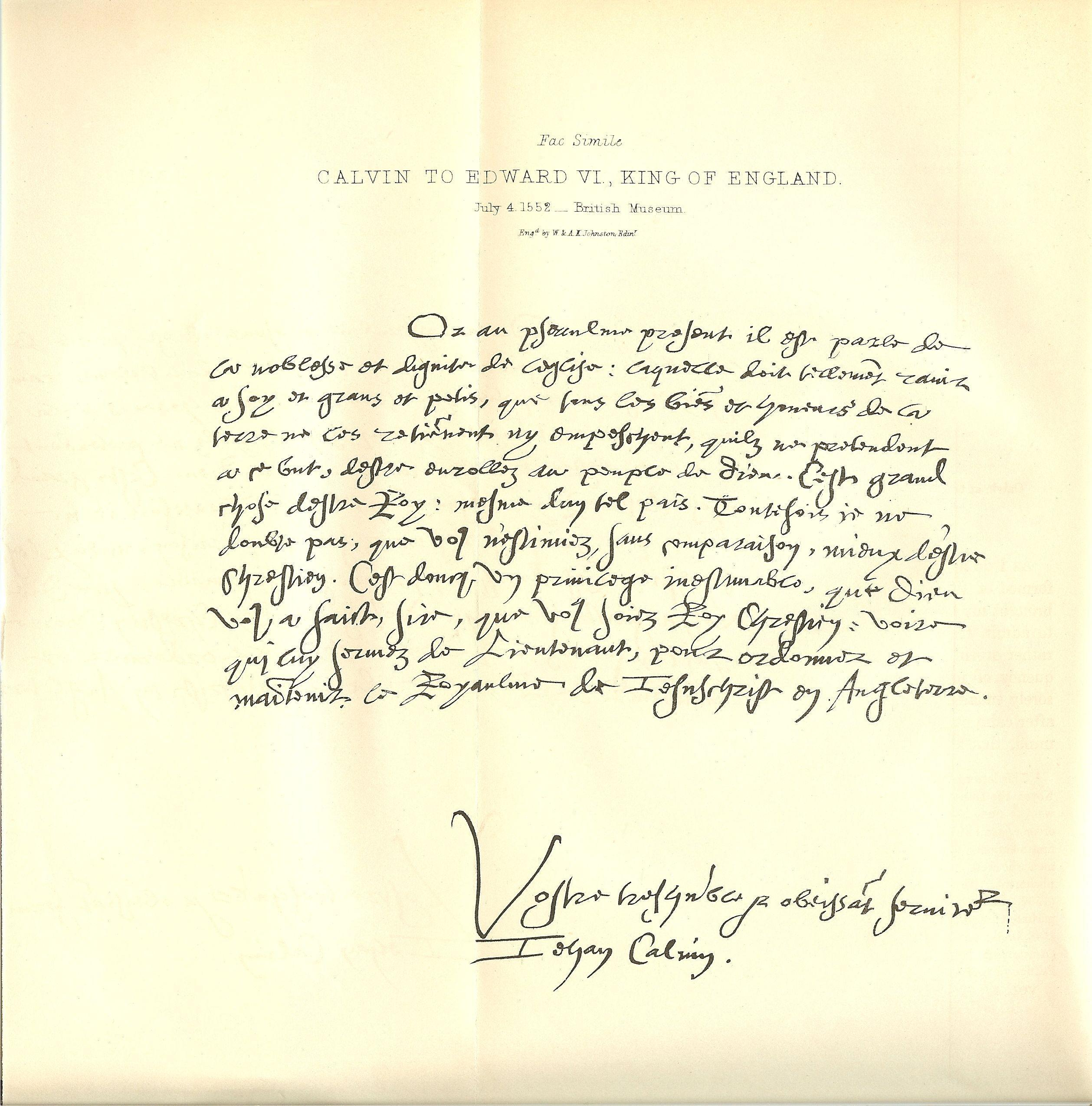
Kalvínův rukopis (Faksimile dopisu anglickému králi Edwardovi VI.)
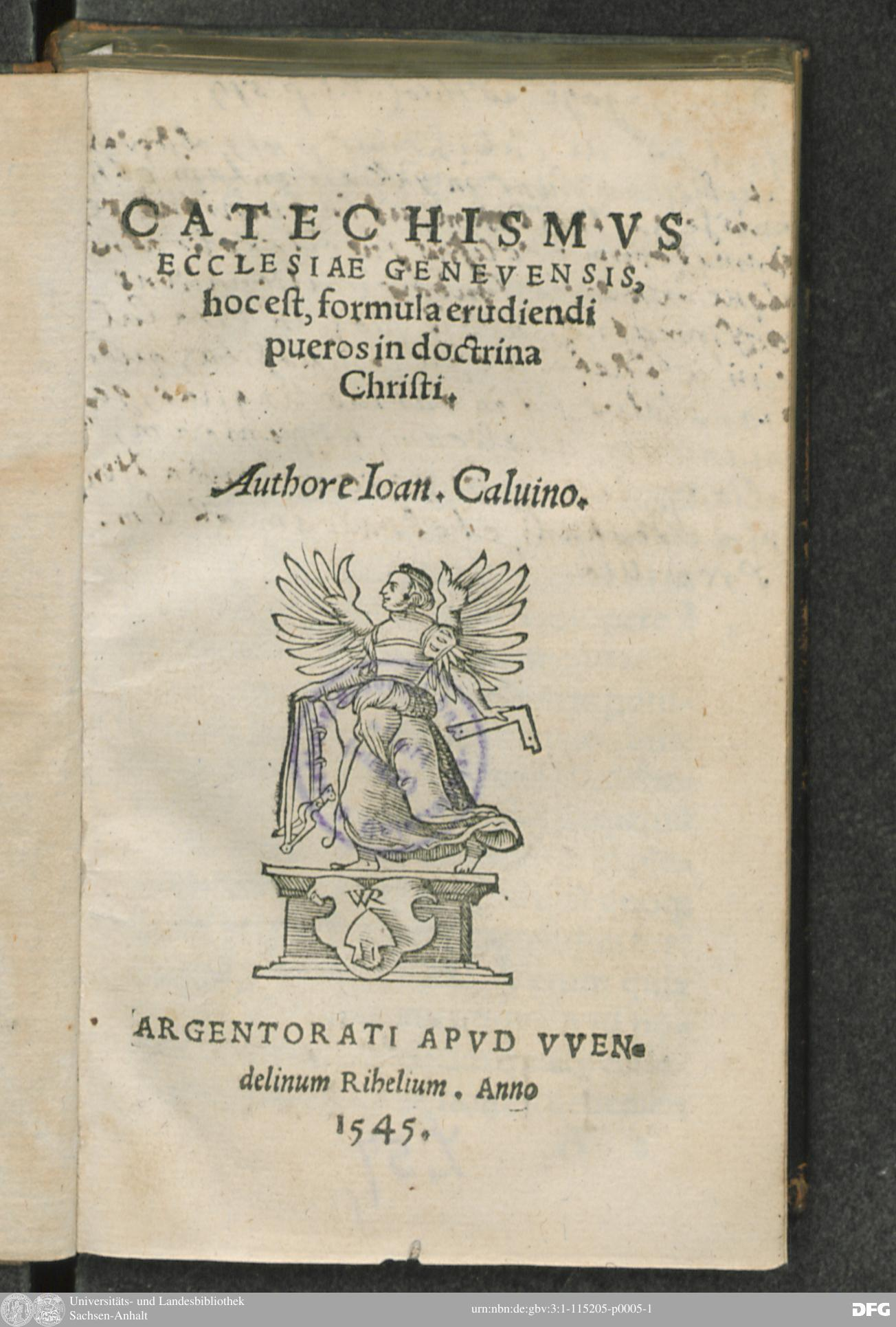
Katechismus

## Odkazy

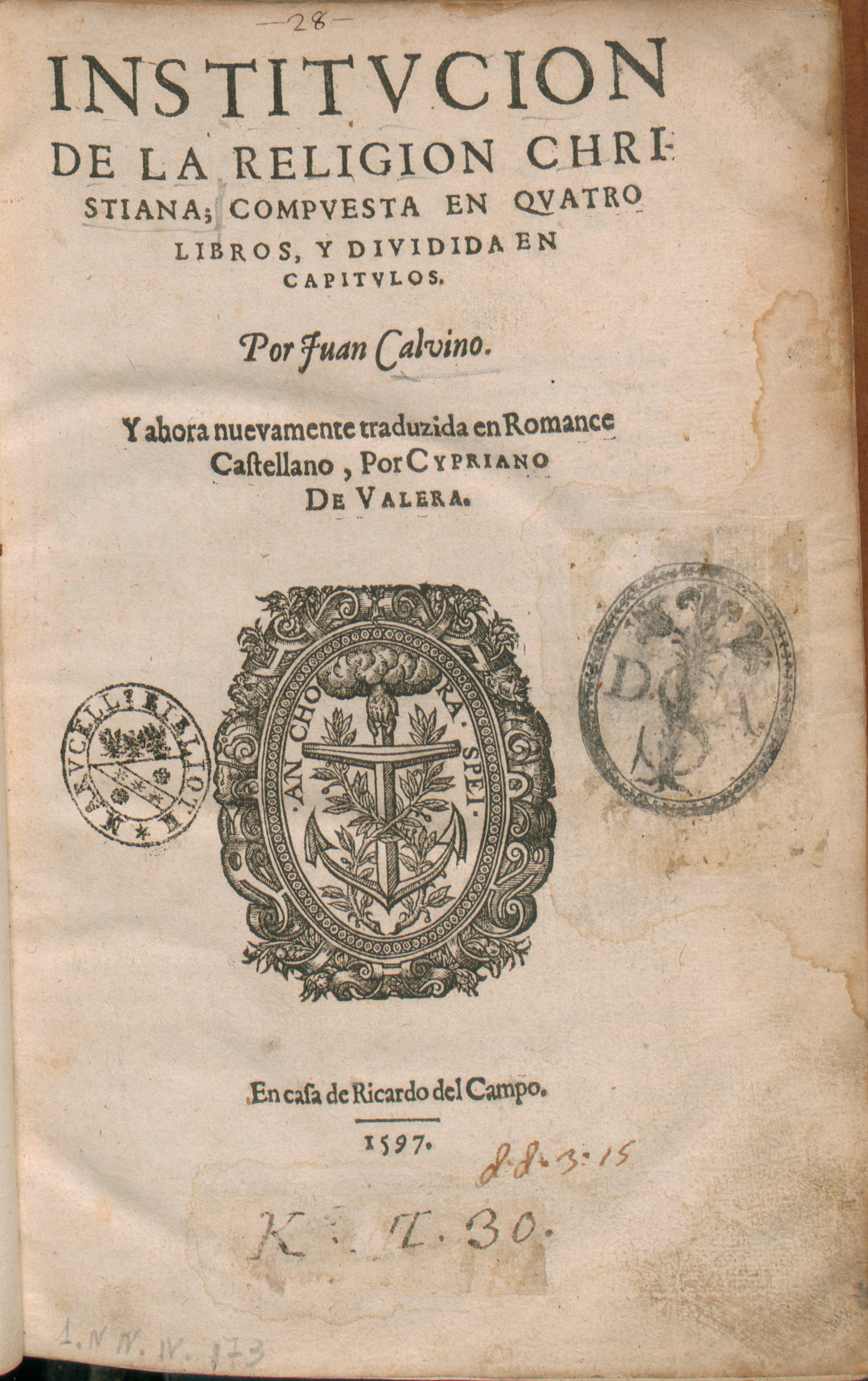
Institutio christianae religionis, 1597